# Allériot
Allériot [aleʁjo] ist eine französische Gemeinde mit 1.162 Einwohnern (Stand: 1. Januar 2022) im Département Saône-et-Loire in der Region Bourgogne-Franche-Comté. Sie gehört zum Arrondissement Chalon-sur-Saône und zum Kanton Ouroux-sur-Saône (bis 2015: Kanton Saint-Martin-en-Bresse). 

## Geographie
Allériot liegt etwa acht Kilometer nordöstlich von Chalon-sur-Saône in der Naturlandschaft Bresse und an der Saône, die die Gemeinde im Nordwesten begrenzt. Umgeben wird Allériot von den Nachbargemeinden Sassenay im Norden, Bey im Norden und Nordosten, Montcoy im Osten, Saint-Christophe-en-Bresse im Süden und Südosten, Oslon im Süden und Südwesten sowie Châtenoy-en-Bresse im Westen.

## Bevölkerungsentwicklung
| Jahr                      | 1962 | 1968 | 1975 | 1982 | 1990 | 1999 | 2006 | 2013 |
| Einwohner                 | 388  | 384  | 439  | 615  | 737  | 814  | 903  | 1046 |
| Quelle: Cassini und INSEE |      |      |      |      |      |      |      |      |

## Sehenswürdigkeiten

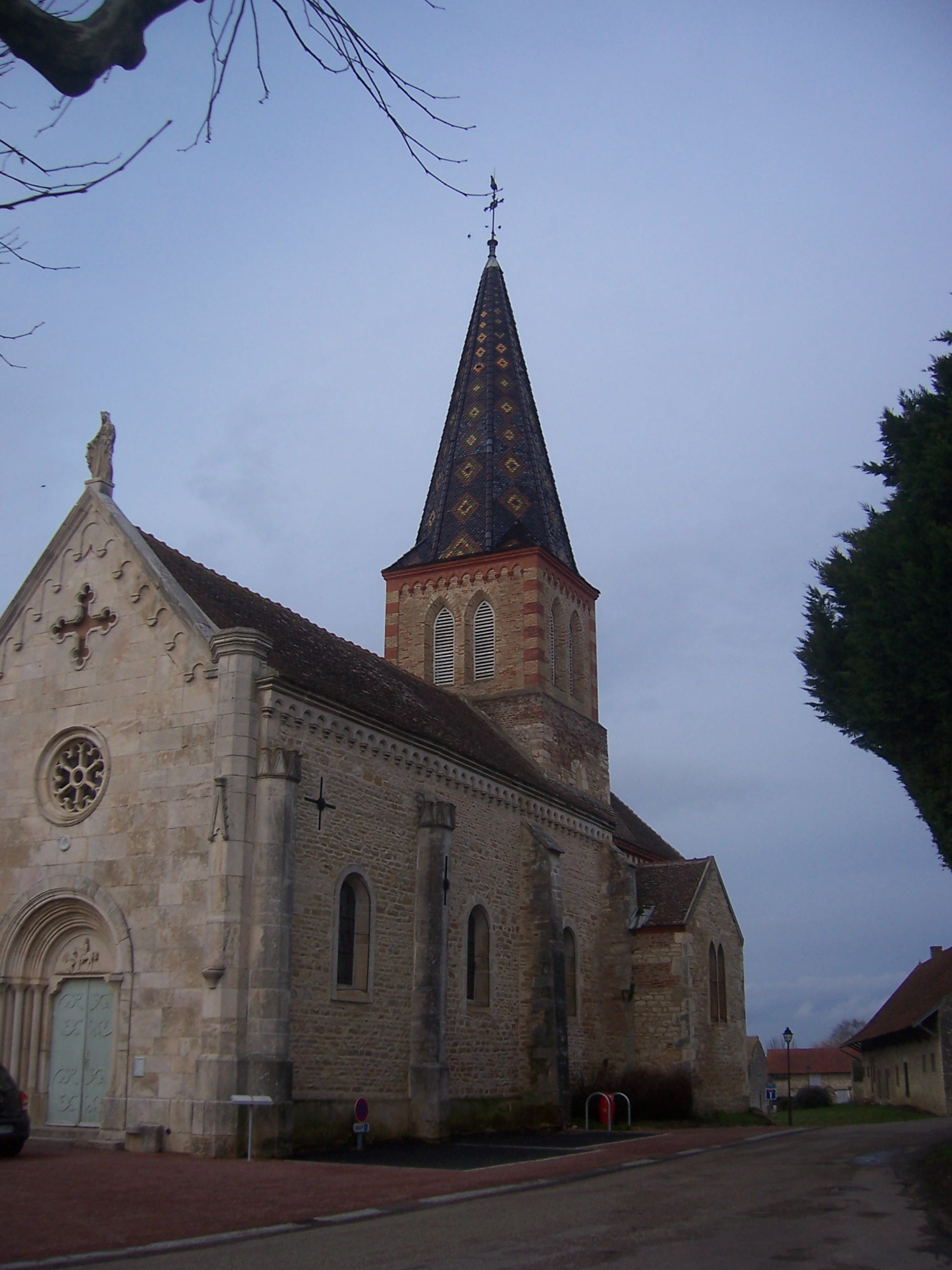
Kirche Saint-Martin

- Kirche Saint-Martin